# Marco Iacobellis
Marco Osvaldo Iacobellis Nahara (Buenos Aires, 27 dicembre 1999) è un calciatore argentino, centrocampista del San Martín (SJ) in prestito dall'All Boys.

## Carriera
Iacobellis è cresciuto nel settore giovanile dell'All Boys, con cui ha debuttato il 27 marzo 2019 nell'incontro di Copa Argentina vinto 2-0 contro il Sarmiento (J). Ha segnato il suo primo gol il 21 settembre dello stesso anno in Primera B Nacional contro l'Atlético Rafaela ed il 30 ottobre ha firmato il suo primo contratto professionistico.
Il 2 gennaio 2024 è stato ceduto in prestito al Barracas Central.

## Statistiche

### Presenze e reti nei club
Statistiche aggiornate al 2 aprile 2024.
| Stagione        | Squadra          | Campionato      | Campionato | Campionato | Coppe nazionali | Coppe nazionali | Coppe nazionali | Coppe continentali | Coppe continentali | Coppe continentali | Altre coppe | Altre coppe | Altre coppe | Totale | Totale | Totale |
| Stagione        | Squadra          | Comp            | Pres       | Reti       | Comp            | Pres            | Reti            | Comp               | Pres               | Reti               | Comp        | Pres        | Reti        | Pres   | Reti   |        |
| --------------- | ---------------- | --------------- | ---------- | ---------- | --------------- | --------------- | --------------- | ------------------ | ------------------ | ------------------ | ----------- | ----------- | ----------- | ------ | ------ | ------ |
| 2019-2020       | All Boys         | PBN             | 18         | 3          | CA              | 1               | 0               |                    | -                  | -                  |             | -           | -           | 19     | 3      |        |
| 2020            | All Boys         | PBN             | 7          | 0          |                 | -               | -               |                    | -                  | -                  |             | -           | -           | 7      | 0      |        |
| 2021            | All Boys         | PBN             | 18         | 1          | CA              | 0               | 0               |                    | -                  | -                  |             | -           | -           | 18     | 1      |        |
| 2022            | All Boys         | PBN             | 19         | 0          | CA              | 0               | 0               |                    | -                  | -                  |             | -           | -           | 19     | 0      |        |
| 2023            | All Boys         | PBN             | 24         | 2          | CA              | 2               | 0               |                    | -                  | -                  |             | -           | -           | 26     | 2      |        |
| 2024            | Barracas Central | PD              | 0          | 0          | CA+CdL          | 0+7             | 0+1             |                    | -                  | -                  |             | -           | -           | 7      | 1      |        |
| Totale carriera | Totale carriera  | Totale carriera | 86         | 6          |                 | 10              | 1               |                    | 0                  | 0                  |             | -           | -           | 96     | 7      |        |